# Ectophasia oblonga
Ectophasia oblonga là một loài ruồi trong họ Tachinidae.